# جيزيلا دولكو
جيزيلا دولكو (بالإسبانية: Gisela Dulko)‏ وهي لاعبة كرة مضرب أرجنتينية ولدت في يوم 30 يناير 1985 في مدينة بوينس آيرس عاصمة الأرجنتين، حققت عدة ألقاب منها بطولة نهاية السنة لكرة المضرب للسيدات في 2010 في دبي في الإمارات العربية المتحدة وبطولة أستراليا المفتوحة للتنس في 2011، كما وصلت لنهائي أمريكا المفتوحة 2011 وهي حالياً متزوجة من لاعب كرة القدم الأرجنتيني فرناندو غاغو ولديها طفل منه اسمه ماتيو.

## روابط خارجية
- جيزيلا دولكو على موقع رابطة محترفات التنس (الإنجليزية)
- جيزيلا دولكو على موقع الاتحاد الدولي لكرة المضرب (الإنجليزية)
- جيزيلا دولكو على موقع كأس بيلي جين كينغ (الإنجليزية)
- جيزيلا دولكو على موقع خلاصة التنس.كوم (الإنجليزية)
- جيزيلا دولكو على موقع إي إس بي إن.كوم (الإنجليزية)
- جيزيلا دولكو على موقع أوليمبيديا (الإنجليزية)